# Eleno de Céspedes
Eleno de Céspedes, nato Elena de Céspedes (Alhama de Granada, 1545 circa – ...) è stato un chirurgo spagnolo, noto soprattutto per essere stato processato per bigamia dall'Inquisizione dopo aver sposato sia un uomo che una donna. La sessualità e il genere di Céspedes è oggetto di discussione da parte degli storici: secondo alcuni fu uno dei primi casi noti di intersessualità o transessualità, mentre secondo altri sarebbe stata una donna lesbica. Nel secondo caso Céspedes sarebbe stata la prima chirurga in Spagna e una delle prime in Europa.

## Biografia

### Infanzia e matrimoni
Elena de Céspedes nacque intorno al 1545 ad Alhama de Granada, in Andalusia, figlio della schiava musulmana e nordafricana Francisca de Medina e Pero Hernández, un castigliano di fede cattolica. Elena de Céspedes nacque schiava e, in quanto tale, fu marchiata sulle guance; la bambina fu liberata durante l'infanzia e prese il cognome della moglie del suo ex padrone. All'età di quindici o sedici anni sposò un tagliatore di pietre di nome Cristóbal Lombardo, che la lasciò pochi mesi dopo abbandonando la moglie incinta. Secondo Céspedes, che si definiva ermafrodito, la sua intersessualità cominciò a mostrarsi dopo il parto; Elena lasciò il bambino, chiamato Cristóbal in onore del padre, da un parente e cominciò a viaggiare per la Spagna, svolgendo un gran numero di lavori, tra cui il sarto. Fu in questo periodo che Céspedes cominciò a farsi chiamare Eleno e vestirsi da uomo, dopo una lite durante la quale aveva pugnalato un lenone e scontato un periodo di reclusione per questo crimine. Dopo la scarcerazione, Céspedes fu assunto come pastore e fattore, ma una conoscenza lo denunciò al corregidor, che lo arrestò e lo liberò a condizione che tornasse a vestirsi da donna. L'ammonimento non cambiò le abitudini di Céspedes, che tornò ad indossare abiti maschili e si arruolò nell'esercito, combattendo durante la rivolta dei moriscos. Céspedes sapeva leggere e, terminato il periodo nell'esercito, studiò chirurgia a Madrid sui libri che aveva acquistato e con l'aiuto di un medico valenciano di cui era amico.
Nel dicembre 1584, Eleno Céspedes e María del Caño, la figlia di un artigiano, fecero richiesta per una licenza di matrimonio. Dato che Céspedes non aveva la barba il vicario di Madrid Juan Baptista Neroni ebbe il sospetto che il giovane fosse un eunuco e lo fece esaminare da quattro uomini, tra cui un medico. I quattro esaminarono il corpo di Céspedes a Yepes e dichiararono che aveva i genitali maschili e che non era un castrato. Céspedes e la Caño ottennero quindi la licenza per sposarsi. Dopo le pubblicazioni di matrimonio due compaesani fecero presente al prete che Céspedes era un ermafrodito e il presbitero rifiutò di sposarli; Neroni organizzò quindi un secondo esame fisico, questa volta condotto da Francisco Díaz, medico privato di Filippo II e noto urologo, e dal dottore Antonio Mantilla il 17 febbraio 1586. I luminari riscontrarono la presenza di un pene e due testicoli, ma anche di una fessura tra le gonadi e l'ano (che potrebbe essere stata una vagina). Il sacerdote accettò quindi di sposare Céspedes e la Caño, quarantenne lui e ventiquattrenne lei, e la coppia visse a Yepes per un anno.

### L'arresto e il processo
Nel giugno 1587 la coppia fu arrestata con l'accusa di sodomia dopo la denuncia di un vicino e i due furono imprigionati nel carcere municipale di Ocaña. Il 5 luglio il balivo ufficializzò le accuse di sodomia, travestitismo, posare a uomo, aver usato la stregoneria per ingannare i sei esaminatori precedenti e di essersi fatto beffe della santità del matrimonio sposando un membro del proprio sesso. Il balivo chiese al vicario generale una punizione esemplare, ma il tribunale di Toledo ordinò alle autorità secolari ed episcopali di consegnare la coppia all'Inquisizione, dato che la stregoneria rientrava nella loro giurisdizione. I due coniugi furono quindi trasferiti nel carcere dell'inquisizione a Toledo.
Gli inquisitori si focalizzarono soprattutto sull'anatomia di Céspedes, che rigettò l'accusa che il suo matrimonio non fosse valido sostenendo che al momento delle nozze fosse dotato di un pene, essendo stato per un periodo ermafrodito. Dato che questa situazione di intersessualità fu temporanea, Céspedes considerava validi entrambi i matrimoni, dato che per il marito era stato e si era comportato da donna e con la moglie era stato e aveva agito da uomo. Céspedes si difese inoltre sostenendo che il suo sesso era cambiato dopo il parto, dato che dopo la nascita del figlio un organo simile a un pene emergeva dalla sua vulva quando era eccitato. Affermò anche di essere ricorso all'aiuto di un chirurgo per liberare questo organo dalla pelle che lo racchiudeva. Affermò inoltre di usare questo pene per orinare ed eiaculare, stilando una lista di testimoni che potevano confermarlo. Gli esami fisici portarono a risultati inconcludenti: diversi dottori ed ex amanti affermarono di vederlo come uomo, mentre delle levatrici che tentarono di penetrarlo con le dita o una candela trovarono la penetrazione difficile, sostenendo così che Céspedes non fosse solo una donna, ma anche una vergine. Fu riscontrata però l'assenza di un pene, che Céspedes giustificò affermando che gli fosse stato amputato poco prima dell'arresto in seguito a un incidente a cavallo. L'inquisizione ordinò a Francisco Díaz di fare un nuovo esame fisico, ma questa volta l'urologo reale trovò soltanto genitali femminili; insistette però che al primo esame i genitali maschili erano presenti.
Gli inquisitori si concentrarono anche sul fatto che Céspedes avesse le orecchie forate (come le donne castigliane) e gli crescesse la barba. Quando la Caño fu chiamata a rendere conto di questi aspetti del marito, la donna rispose che aveva attribuito il suo essere glabro al fatto che fosse mulatto e le sue orecchie bucate al fatto che fosse stato uno schiavo. I giudici interrogarono la Caño - che si dichiarò sempre convinta della virilità del marito - anche circa le mestruazioni del marito, dato che Céspedes aveva confermato di avere il ciclo, seppur irregolarmente. La moglie rispose di aver notato delle macchie di sangue nella camicia da notte del marito, ma che Céspedes gliele aveva giustificate affermando che fossero sanguinamenti causati dalle emorroidi o da ferite causate da lunghe cavalcate.

### Il verdetto
Nonostante gli esami fisici attestarono che Céspedes fosse anatomicamente di sesso esclusivamente femminile, il tribunale la trovò colpevole solo di bigamia, lasciando cadere le imputazioni di sodomia e stregoneria. Céspedes aveva sostenuto che il marito fosse morto poco dopo che l'aveva abbandonata, ma non riuscendo a produrre un certificato di morte il tribunale la trovò colpevole di essersi sposato con la Caño quando il primo matrimonio era ancora valido. La pena fu quella riservata ai bigami, duecento frustate e dieci anni di reclusione, in aggiunta alla gogna, all'autodafé e sfilare per le strade di Toledo con il sanbenito addosso. La moglie fu invece prosciolta da ogni accusa.
Dato che Céspedes era un apprezzato chirurgo la pena fu commutata e invece di trascorrere dieci anni in carcere li passò curando i malati meno abbienti negli ospitali pubblici, a partire dall'Hospital del Rey in Toledo. Date le sue doti mediche e il clamore del processo, numerose persone venivano a vedere e a farsi curare dal chirurgo del celebre processo. Il 23 febbraio 1589 allora fu fatta richiesta che Céspedes venisse trasferito in una località meno nota dove non potesse diventare un motivo di scandalo.

## Sessualità e genere di Céspedes
Visti i risultati contrastanti e spesso contraddittori degli esami fisici di Céspedes, la sessualità e il genere del chirurgo è oggetto di dibattito tra gli storici. Secondo alcuni Céspedes poteva essere intersessuale, transessuale o un uomo che soffriva di ipospadia. Secondo altri invece sarebbe stata una donna lesbica che si vestiva da uomo per poter guadagnare maggiori libertà sociali oppure essere stato un uomo transgender che usava un presunto ermafroditismo per giustificare una disforia di genere di cui non si conosceva ancora la diagnosi.
Durante il suo processo, Céspedes ricorse alla sua grandi conoscenze mediche e filosofiche per giustificare la naturalezza della propria condizione citando Aristotele, Plinio, Sant'Agostino e Cicerone. Gli inquisitori stessi sembravano avere un rapporto ambivalente nei confronti del genere del chirurgo, dato che negli atti del processo si riferirono a Céspedes sia con i pronomi maschili che femminili. Céspedes parlava di sé solo usando pronomi maschili.